# Брахмі
Бра́хмі (𑀩𑁆𑀭𑀸𑀳𑁆𑀫𑀻) — найпоширеніше давньоіндійське складове письмо з новим порядком знаків зліва направо. На основі брахмі розвинулися всі сучасні алфавіти Індії: деванаґарі, ґурмукхі, тамільський, телугу та інші, а також алфавіти Бірми, Тибету, Таїланду та островів Шрі Ланка, Балі та Ява.

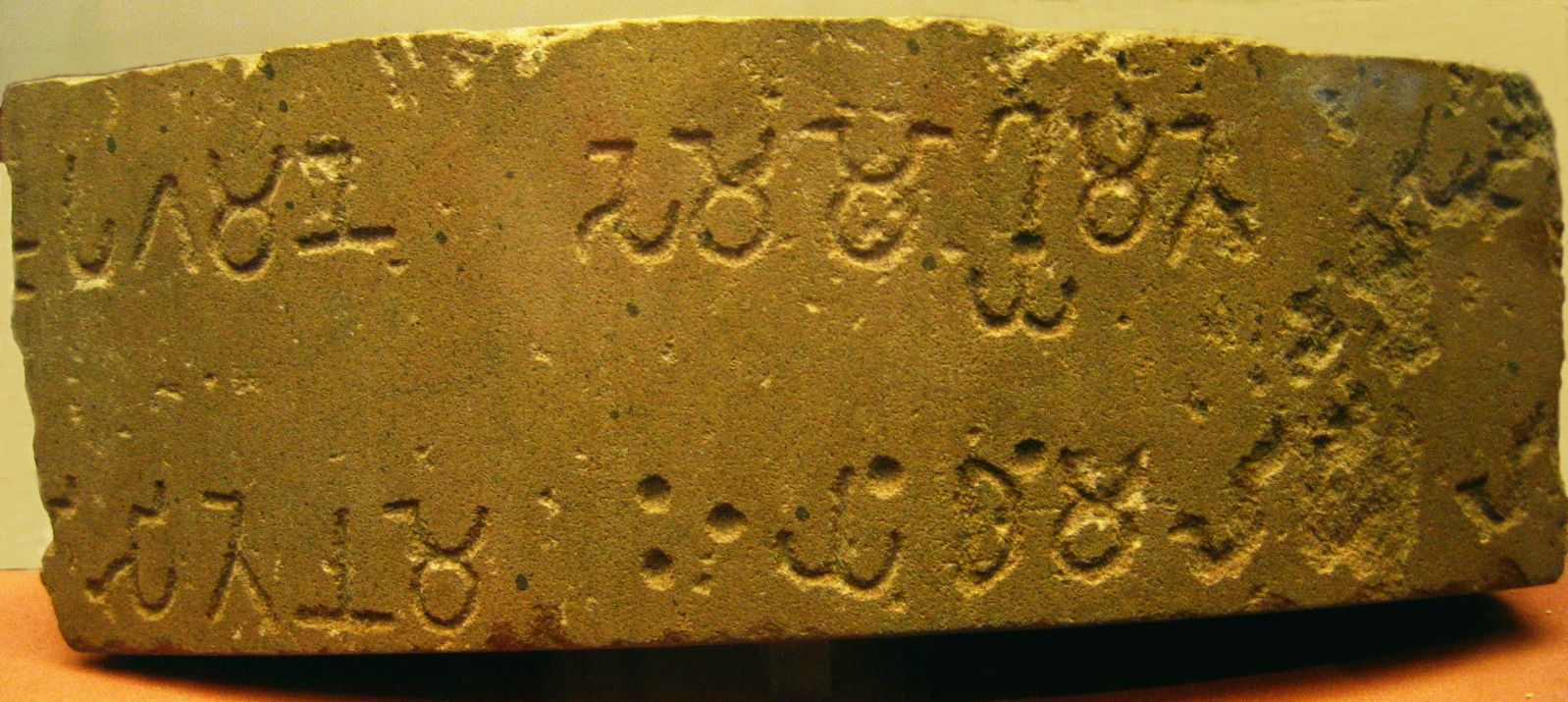
Едикти Ашоки

Найвідоміші надписи з використання брахмі — едикти Ашоки.